# James van Hoften
James van Hoften (ur. 11 czerwca 1944 we Fresno) – amerykański astronauta i inżynier.

## Życiorys
Dzieciństwo spędził w Burlingame. W 1962 ukończył szkołę w Millbrae, a w 1966 inżynierię na Uniwersytecie Kalifornijskim w Berkeley, w 1976 uzyskał doktorat z filozofii na Colorado State University. Podczas wojny wietnamskiej od 1969 do 1974 był pilotem United States Navy; szkolił się w Pensacoli i w Beeville, kończąc szkolenie w listopadzie 1970. Brał udział w ok. 60 misjach bojowych. We wrześniu 1976 został asystentem profesora na University of Houston w Teksasie. Ma wylatane 3300 godzin. 16 stycznia 1978 został wyselekcjonowany jako kandydat na astronautę, w sierpniu 1979 ukończył kurs. Od 6 do 13 kwietnia 1984 jako specjalista misji uczestniczył w misji STS-41-C; start nastąpił z Centrum Kosmicznego im. Johna F. Kennedy'ego na Florydzie, a lądowanie w Edwards Air Force Base w Kalifornii. Spędził wówczas w kosmosie 6 dni, 23 godziny i 40 minut i dwa razy wychodził w otwartą przestrzeń kosmiczną. Od 27 sierpnia do 3 września 1985 brał udział w misji STS-51-I, trwającej 7 dni, 2 godziny i 17 minut. Wykonał wówczas kolejne dwa spacery kosmiczne.
1 sierpnia 1986 odszedł z NASA.
Stowarzyszenie Uczestników Lotów Kosmicznych (Association of Space Explorers) przyznało mu Universal Astronaut Insignia za lot orbitalny (nr 141).